# Vacuna intranasal viva contra la influenza
La vacuna intranasal viva contra la influenza (LAIV por sus siglas en inglés) es un tipo de vacuna contra la influenza. Es una vacuna viva atenuada. El otro tipo de vacuna contra la influenza es la vacuna desactivada. Las dos están hechas de las tres clases de gripe que son las más probables de causar la gripe cada año. Está disponible en los Estados Unidos, donde se conoce como FluMist y en la Unión Europea, donde se conoce como Fluenz.

## Fundamento
Existe cierta evidencia de estudios clínicos que LAIV es una vacuna muy eficaz que parece haber mejorado su eficacia, comparada con la inyección, en ciertos casos.

## Administración
La vacuna nasal no es una inyección; es un espray que se aplica en la nariz. Es decir, se administra mediante un aerosol nasal. La administra un profesional de la salud en una clínica, en una farmacia, en el consultorio del profesional que extiende sus recetas o en otro entorno de atención de la salud.

## Riesgos
Los virus de la vacuna viva contra la influenza muy rara vez se pasan de una persona a otra. LAIV está hecha de virus debilitados y no causa influenza. Las reacciones adversas comunes en general son leves y con mayor frecuencia incluyen goteo y/o congestión nasal, así como fiebre ligera en los niños entre los dos y los seis años. LAIV se recomienda solo para personas de 2-49 años de edad y no es recomendable para personas que tienen un sistema inmune debilitado, para las mujeres embarazadas o en personas con ciertas enfermedades crónicas. En la Unión Europea, solo la administran a los niños entre 2-18 años de edad.

## Estudios
La Administración de Alimentos y Medicamentos (la FDA, por sus siglas en inglés) de los Estados Unidos aprobó FluMist en 2003 para los niños y la decisión fue basada en estudios sobre unos 6.400 bebés y niños entre los seis y los 59 meses de edad. Dos estudios compararon FluMist con un placebo y ambos ensayos demostraron la efectividad de la vacuna para prevenir la enfermedad de la gripe. En 2007, la FDA extendió la administración de FluMist en las personas hasta los 50 años de edad.
En 2011, la Comisión Europea concedió la autorización de comercialización de Fluenz, una vacuna en espray indicada para la prevención de la gripe estacional en niños desde 24 meses a menos de 18 años de edad. La decisión fue basada en un análisis de los datos de 73 estudios clínicos globales y estudios postcomercialización de Estados Unidos realizados en más de 141.000 personas en 38 países. Se espera que esté disponible en los mercados europeos, incluido España, para la campaña de vacunación de 2012-2013.